# Patyegarang
Patyegarang (* vermutlich in den 1780er Jahren; † unbekannt), kurz auch Patye genannt,  war eine Aborigine aus dem Aborigine-Stamm der Eora. Patyegarang, deren Namen Grey Kangaroo = Östliches Graues Riesenkänguru bedeutet, gehörte zum Clan der Cadigal. Patyegarang ermöglichte William Dawes, ein Leutnant der Royal Marines, die Dharugsprache zu erlernen, niederzuschreiben und eine Grammatik zu entwickeln. Diese Sprache ist ausgestorben und existiert nur noch in schriftlicher Form. Es gibt derzeit Versuche die Sprache an Sydneys Schulen zu unterrichten und wiederzubeleben.

## Leben
Über das frühe Leben von Patyegarang ist nichts bekannt. Gleiches gilt auch für ihr Leben, nachdem Dawes die Sträflingskolonie Australien, in der er sich drei Jahre aufhielt, verlassen musste.
William Dawes war im Alter von 26 Jahren am 26. Januar 1788 mit der First Fleet an Bord der HMS Sirius im Hafen von Sydney angekommen. Es wird angenommen, dass Patyegarang etwa 15 Jahre alt war, als Dawes sie kennenlernte und sie zu seiner Dienerin und Dolmetscherin machte. Aufgrund seiner schriftlichen Unterlagen wird vermutet, dass sie auch seine Geliebte war.
Der damalige Gouverneur Arthur Phillip stellte sich vor, dass ein Spracherwerb nur mithilfe gefangener Ureinwohner und ihre Integration in die australische Strafkolonie gelingen könne. Deshalb ließ Phillip die Aborigines Bennelong und auch Colebee gefangen nehmen und festhalten. Auf diesem Weg war kein Erfolg beschieden.
William Dawes lebte, nicht wie die anderen Europäer in der ersten Niederlassung im heutigen Sydney, sondern in einem Observatorium in der Nähe der südlich gelegenen Pylone der heutigen Sydney Harbour Bridge. Dort hatte er die Aufgabe erhalten ein Observatorium aufzubauen, um einen Kometen zu beobachten. Aufgrund des abgelegenen Ortes am entfernt gegenüberliegenden Ufer von Sydney hatte er intensivere und häufigere Kontakte zu den lokalen Aborigines. Diese mieden die große neue Niederlassung. Dawes legte seine Ergebnisse in Schriftform nieder. Patyegarang half ihm dabei und war für den Schriftsteller Thomas Keneally die „chieef language teacher, servant, and perhaps lover“' (deutsch: „Chefübersetzerin, Dienerin und möglicherweise Geliebte“). William Dawes hatte allerdings mit Arthur Phillip Differenzen, vor allem, weil er seine Beteiligung an einer Strafexpedition gegen die Aborigines zunächst verweigerte. Diese Weigerung, die er später korrigierte, führte dazu, dass er mit der ersten Gruppe von Royal Marines am 18. Dezember 1791 auf der HMS Gorgon die Kolonie verlassen musste. Daher wurden seine Unterlagen in der Kolonie nicht weiterverwendet.

## Notizbücher
Die von William Dawes und Patyegarang verfassten Unterlagen umfassen drei handschriftliche Notizbücher. Möglicherweise wurden die Notizbücher von William Marsden (1754–1836) in der Bibliothek des Kings College London im Jahr 1835 präsentiert. Von dort kamen im Jahr 1916 Teile der Unterlagen zur School of Oriental and African Studies. Sie wurden von der Bibliothekarin Phyllis Mander-Jones (1896–1984) im Jahr 1972 an der University of London’s School of Oriental and African Studies entdeckt, als sie dort arbeitete.

## Nachwirken
Das international bekannte Bangarra Dance Theatre führte 2014 eine Choreografie von Stephen Page mit dem Namen Patyegarang auf.
Die Schriftstellerin Kate Grenville verfasste die Novelle The Lieutenant, in der Patyegarang und William Dawes die Hauptcharaktere bilden.